# Forty Little Mothers
Forty Little Mothers è un film del 1940 diretto da Busby Berkeley.

## Trama
Gilbert Thompson è un  professore disoccupato che trova un lavoro come insegnante nella scuola femminile di Madame Granville. Ma tutto va contro di lui: trova un bambino abbandonato che prende con sé, ma nella scuola i bambini non sono ammessi. Poi ci sono anche le ragazze della scuola, risentite per aver sostituito un insegnante bello e popolare, così fanno di tutto per farlo licenziare.